# Ahmedabad Cantonment
Ahmedabad Cantonment è una suddivisione dell'India, classificata come cantonment board, di 14.713 abitanti, situata nel distretto di Ahmedabad, nello stato federato del Gujarat. In base al numero di abitanti la città rientra nella classe IV (da 10.000 a 19.999 persone).

## Geografia fisica
La città è situata a 23° 02' 52 N e 72° 36' 36 E.

## Società

### Evoluzione demografica
Al censimento del 2001 la popolazione di Ahmedabad Cantonment assommava a 14.713 persone, delle quali 8.835 maschi e 5.878 femmine. I bambini di età inferiore o uguale ai sei anni assommavano a 1.716, dei quali 929 maschi e 787 femmine. Infine, coloro che erano in grado di saper almeno leggere e scrivere erano 11.877, dei quali 7.678 maschi e 4.199 femmine.